# Hippocrepis ciliata
Hippocrepis ciliata é uma espécie de planta com flor pertencente à família Fabaceae. 
A autoridade científica da espécie é Willd., tendo sido publicada em Der Gesellschaft Naturforschender Freunde zu Berlin Magazin für die neuesten Entdeckungen in der Gesammten Naturkunde 2: 173. 1808.

## Portugal
Trata-se de uma espécie presente no território português, nomeadamente em Portugal Continental.
Em termos de naturalidade é nativa da região atrás indicada.

## Protecção
Não se encontra protegida por legislação portuguesa ou da Comunidade Europeia.